# Мари, Лоренцо де
Лоренцо де Мари (итал. Lorenzo De Mari; Генуя, 1685 — Генуя, 1772) — дож Генуэзской республики.

## Биография
Родился в Генуе в 1685 году, племянник дожа Стефано де Мари (1663-1665), сын Николо де Мари и Виолантины Саули. Был крещен 17 июля в церкви Сан-Винченцо. Его дяди Джироламо де Мари и Доменико Мария де Мари были дожами в разное время, сам Лоренцо написал и издал сборник сонетов для церемонии коронации Доменико.
Получив образование в школе Варнавитов, Лоренцо не оставил своих поэтических увлечений и в 1737 году опубликовал в Венеции свои новые сонеты.
Первый государственный пост Лоренцо занял в 1713 году, поступив на службу в магистрат чрезвычайных ситуаций. В 1716 году он стал членом комитета по морским делам. Впоследствии, на протяжении более десяти лет, его имя не упоминается в хрониках: вполне вероятно, что в это время Лоренцо занимался судовладельческим бизнесом. В 1727 году он вошел в состав магистрата вина, а в 1728 году - в состав магистратов охраны границ и по делам Корсики. В ближайшие пятнадцать лет он занимал посты покровителя Банка Сан-Джорджо, государственного инквизитора (1736-1744), члена Верховного синдикатория (1731-1736) и синликатория Ривьера-ди-Поненте (1741).
Между 1732 и 1733 годами Лоренцо был назначен чрезвычайным послом ко двору герцога Миланского. В Милане ему предстояло решить спор, связанный с обвинениями со стороны миланцев в подделке генуэзцами миланских монет. Лоренцо Де Мари прибыл в Милан 20 ноября 1732 года и в тот же день запросил и получил аудиенцию у австрийского губернатора Вириха Филиппа фон Дауна. В итоге, после проверки монет в некоторых итальянских и европейских монетных дворах, миланцы были вынуждены снять свои обвинения.
Недовольные проигранным спором миланцы начали проявлять пренебрежение к послу де Мари, и 30 апреля 1733 года он просил разрешения вернуться на родину. Правительство Генуи приняло прошение, однако Лоренцо оставался в Милане в течение еще четырех месяцев в качестве министра Республики по чрезвычайных делам и только после объявления Генуей войны Королевству Сардиния (10 октября 1733) оставил Милан и вернулся в Геную.
В столице он занимал должности председателя магистрата государственных инквизиторов с декабря 1743 года, а 1 февраля 1744 года был избран новым дожем Генуи, 157-м в истории Республики, одновременно став королем Корсики. 

### Правление и последние годы
Лоренцо был официально коронован 18 июля в Генуе в соборе Святого Лаврентия, церемонию провел варнавитский священник Джироламо делла Торре, его личный друг.
Мандат Лоренцо был отмечен не прекращавшимися волнениями на Корсике, разжигаемыми французским правительством, а также вынужденной продажей маркизата Финале Королевству Сардиния, ударившей по авторитету дожа. Договор от 13 сентября 1743 года установил переход территории Финале под контроль Савойи. Это привело, в дополнение к потере этой части Западной Лигурии, к серии неприятных для Генуи споров и переговоров с минимальным результатом. 
1 февраля 1746 года Лоренцо завершил свой мандат, после чего на время посвятил себя религиозным делам - содействием в сборе пожертвований на нужды церкви и добровольных взносов в пользу религиозных военных орденов Республики. После ратификации Аахенского договора (18 мая 1748) Лоренцо возглавлял магистрат строительства и реконструкции поврежденных зданий.
Умер в Генуе в 1772 году и был похоронен в церкви Санта-Мария-делла-Санита. Он никогда не был женат, потомства не имел.